# 石泉サゴリ駅
石泉サゴリ駅（ソクチョンサゴリえき）は、大韓民国仁川広域市南洞区九月洞にある仁川都市鉄道2号線の駅である。

## 駅構造
相対式ホーム2面2線の地下駅である。

### のりば
| 上り | ●仁川2号線 | 仁川市庁・朱安・黔岩・黔丹梧柳方面 |
| 下り | ●仁川2号線 | 雲宴方面                           |

## 駅周辺
- 石泉交差点
- 仁川石泉初等学校
- 九月中学校
- 九月1洞住民センター
- 仁川サンア初等学校
- 仁川高等学校
- 九月2洞住民センター
- GSスーパーマーケット九月店

## 歴史
- 2015年10月5日 - 石泉サゴリ駅に駅名確定[1]
- 2016年7月30日 - 仁川交通公社2号線開通と同時に営業開始[2]

## 隣の駅
仁川交通公社
●仁川都市鉄道2号線
仁川市庁駅 (I221) - 石泉サゴリ駅 (I222) - モレネ市場駅 (I223)